# Acipenser brevirostrum

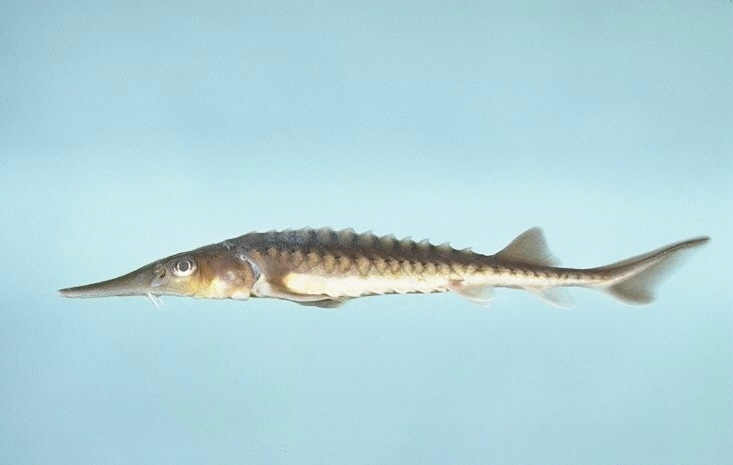
Exemplar fotografiat a Florida

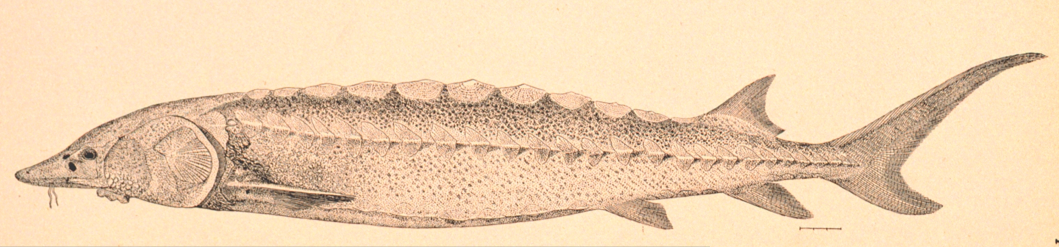
Gravat de 1818

Acipenser brevirostrum és una espècie de peix pertanyent a la família dels acipensèrids.

## Descripció
- Pot arribar a fer 143 cm de llargària màxima (normalment, en fa 50) i 23 kg de pes.
- 33-42 radis tous a l'aleta dorsal.
- 18-24 radis tous a l'aleta anal.
- Cap i esquena foscos.
- Vísceres negroses.[3]

## Hàbitat
És un peix d'aigua dolça, salabrosa i marina; demersal, anàdrom i de clima subtropical (49°N-32°N, 83°W-65°W).

## Distribució geogràfica
Es troba a Nord-amèrica: des del riu Saint John (el Canadà) fins al riu Saint Johns (Florida, els Estats Units).

## Longevitat
Les femelles poden assolir els 67 anys i els mascles 30.

## Ús comercial
La seua carn és de bona qualitat i els ous són idonis per a elaborar caviar.

## Estat de conservació
Les seues principals amenaces són la construcció de preses que obstrueixen les seues migracions, la pèrdua o degradació del seu hàbitat, la contaminació de l'aigua i el dragatge dels fons aquàtics.

## Observacions
És inofensiu per als humans.